# Manuel Rodríguez Barrientos
Manuel Rodríguez Barrientos, (nacido el 17 de agosto de 1991 en Granada, Andalucía) es un jugador de baloncesto español. Con 1.92 metros de estatura, juega en la posición de escolta. Actualmente juega en el Palencia Baloncesto de la ACB.

## Trayectoria
Formado en las categorías de base del CB Granada, tras jugar en la Liga EBA en la temporada 2009-2010 con el Albolote Fundación Granada, Manu dio el paso al primer equipo granadino, con el que debutó en la liga ACB llegando a participar en un total de 15 encuentros en la máxima categoría. 
En la temporada 2011-12 disputó la LEB Oro con el equipo granadino, para pasar en la temporada 2012-2013 al CEBA Guadalajara de LEB Plata. Tras su paso por esta ciudad castellano manchega, en 2013/14 dio el salto a Castellón de la Plana jugando en el Amics Castelló durante tres campañas, las dos primeras en LEB Plata (logrando el ascenso en 2014-15) y en la temporada 2015-16 en Oro. En esta última fue una pieza fundamental en el equipo de Toni Ten, siendo el jugador que más minutos jugó con una media de 26,3. Además, promedió 10,7 puntos (42,5% en tiros de dos, 41% en tiros de tres y 82% en tiros libres), 2,5 rebotes, 1,3 asistencias y 7,3 de valoración.
En la temporada 2016/17 firma por el Oviedo Club Baloncesto para jugar en Liga LEB Oro, promediando 7.5 puntos y un 38% en tiros de tres. 
Seguidamente regresa a su localidad natal y disputa con el CB Granada las siguientes cuatro campañas. En la primera de ellas, 2017/18, logra el ascenso desde LEB Plata contribuyendo a ello de forma importante con casi 10 puntos de promedio. Permanece en el club nazarí las siguientes tres temporadas en LEB Oro, poniendo fin a su vinculación al finalizar la campaña 2020/21 en la que registró 5 puntos y 2.1 rebotes por encuentro.
En agosto de 2021 es anunciado su fichaje por el Cáceres Patrimonio de la Humanidad para disputar la temporada 2021/22 en LEB Oro. Una lesión le impidió disputar los primeros partidos de competición, aunque una vez recuperado fue pieza clave para alcanzar los playoffs de ascenso. Completó la campaña con promedios de 8.1 puntos y 2 rebotes, además de acreditar un 42.7% en lanzamientos de tres puntos.
El 23 de agosto de 2022 firma por el Palencia Baloncesto de la Liga LEB Oro. Con dicho club logra el ascenso a Liga ACB y registra unas medias de 7.5 puntos y 1.6 rebotes.